# Isidore Taylor
Pour les articles homonymes, voir Taylor.
Isidore Justin Séverin Taylor, baron Taylor, né le 14 juillet 1789 à Bruxelles et mort le 6 septembre 1879 à Paris 10e, est un dramaturge, homme d'art et philanthrope français, pionnier du mouvement romantique. Il a écrit sur le Moyen-Orient sous le pseudonyme de R. P. Laorty-Hadji.

## Biographie
Fils d’Hélie Taylor, professeur naturalisé français né en Grande-Bretagne vers 1762 et mort à Paris en 1830, ayant enseigné à l’université de Leyde et laissé quelques publications sur la grammaire anglaise, et de Marie-Jacqueline-Antoinette Walwein, née à Bruges, fille de Charles Eugène-Jacques Walwein, conseiller du commerce et échevin de Bruges, gouverneur du cercle de la ville et conseiller de Joseph II et de Jeanne du Chastelet, ses parents se sont mariés en 1791, à Paris.
Dans son enfance, il a gagné de l’argent en illustrant des livres et en contribuant à la presse. Destiné à la carrière militaire, Isidore Taylor prépare l'École polytechnique mais abandonne rapidement ses études et s’oriente vers le Collège de France, et suit les leçons d'art de Joseph-Benoît Suvée jusqu’au départ de ce dernier pour Rome, où il a été nommé directeur de l’Académie de France en remplacement de François-Guillaume Ménageot. En 1813, il s’engage dans l’armée et poursuit ses activités artistiques et littéraires pendant qu’il est lieutenant dans la Garde royale sous la Restauration. Sa carrière militaire s’est achevée sur la campagne espagnole de 1823, au cours de laquelle il a fait preuve d’une grande bravoure.
Il voyage beaucoup, parcourant le monde, l’Europe et surtout la France, collectionnant des œuvres d’art pour les musées français, et fondant plusieurs associations pour aider les artistes et les écrivains. En 1818, il entreprend la rédaction, avec Charles Nodier, d'une série de volumes sur différentes régions françaises, dont la publication s'étale sur soixante ans ; intitulée Voyages pittoresques et romantiques dans l'ancienne France, elle constitue le premier catalogue sérieux des richesses du patrimoine culturel français.
Dans les années 1820, il a écrit et traduit de nombreuses pièces pour le théâtre, auquel il a toujours manifesté une grande considération. Il a traduit notamment avec succès le célèbre drame de Maturin, en collaboration avec Charles Nodier, Bertram, or The Castle of St. Aldobrand. En 1821, il est, avec Langlois et Ozou, au nombre des créateurs du théâtre Panorama-Dramatique, dont il obtient le privilège auprès du Roi pour Ozou. Il en est l’un des administrateurs pendant les deux ans que ce théâtre survit. Il collabore également aux journaux et les revues de critique d’art.
En 1825, alors que la Comédie-Française était au plus bas, il a été nommé commissaire royal de ce théâtre et, en moins de cinq ans, en a rétabli la prospérité et l’influence. De 1831 à 1838, il administre de nouveau la Comédie-Française, où on lui doit la renaissance du Mariage de Figaro. Romantique convaincu, il ouvre la porte au mouvement romantique et prend une part active à la « campagne des Hugolâtres ». Il profite de ses fonctions pour mettre à la scène Henri III et sa cour d'Alexandre Dumas, puis Hernani et Marion Delorme de Victor Hugo. Lorsque Le roi s'amuse est interdit en 1832, Hugo intente un procès au Théâtre-Français en espérant garder l'amitié de Taylor.
Sa passion pour l’archéologie l’a conduit en Égypte pour acquérir des monuments. Nommé, par ordonnance royale du 6 janvier 1830, commissaire du roi auprès du Pacha d’Égypte pour négocier la cession des obélisques de Thèbes, et faire transporter en France l’aiguille de Cléopâtre, dont le principe avait été accepté par Charles X, le 25 novembre 1829.
Chargé de recueillir en Égypte des objets d’art et d’antiquités, destinés à enrichir le Musée Royal du Louvre, un crédit de 100 000 fr. ayant été ouvert pour faire face aux frais de sa mission. On lui a également confié divers présents destinés à être offerts à Méhémet Ali et à son fils. Transporté à Alexandrie par le brick le Lancier, il est parvenu à ramener l'obélisque de Louxor, en vue de son installation à Paris, en dépit des quelques moments d’incertitude suscités par les changements politiques de pouvoir dus à la Révolution de 1830:17-8. En 1836, cet obélisque de Louxor est enfin érigé sur son piédestal, place de la Concorde.
Nommé inspecteur général des Beaux-Arts, en 1835, il est chargé par Louis-Philippe d'acquérir des tableaux en Espagne, qui permettront l'ouverture de la Galerie espagnole du musée du Louvre en 1838. Ayant reçu le titre de baron de Charles X, par ordonnance du 28 mai 1825, il a été confirmé dans le titre de baron héréditaire, par lettres patentes du 4 mai 1870.

### Philanthropie
Conscient de la grande détresse des artistes âgés, malades, sans ressources et sans aide, il décide en 1840 de créer une série d’associations de secours mutuels pour : 
- les artistes dramatiques (1840)[15],[16] ;
- les artistes musiciens (1843)[17] ;
- les artistes peintres, sculpteurs, architectes, graveurs et dessinateurs (1844)[17] ;
- les inventeurs et artistes industriels (1845)[17].

L'association de secours mutuels pour les artistes dramatiques est connue aujourd'hui sous le nom de la Mutuelle nationale des artistes Taylor. Constant Coquelin, dit Coquelin aîné, fut l’un des présidents les plus actifs de l’association des artistes dramatiques et lyriques. Sous sa présidence, la mutuelle créa la maison de retraite des artistes à Couilly-Pont-aux-Dames.

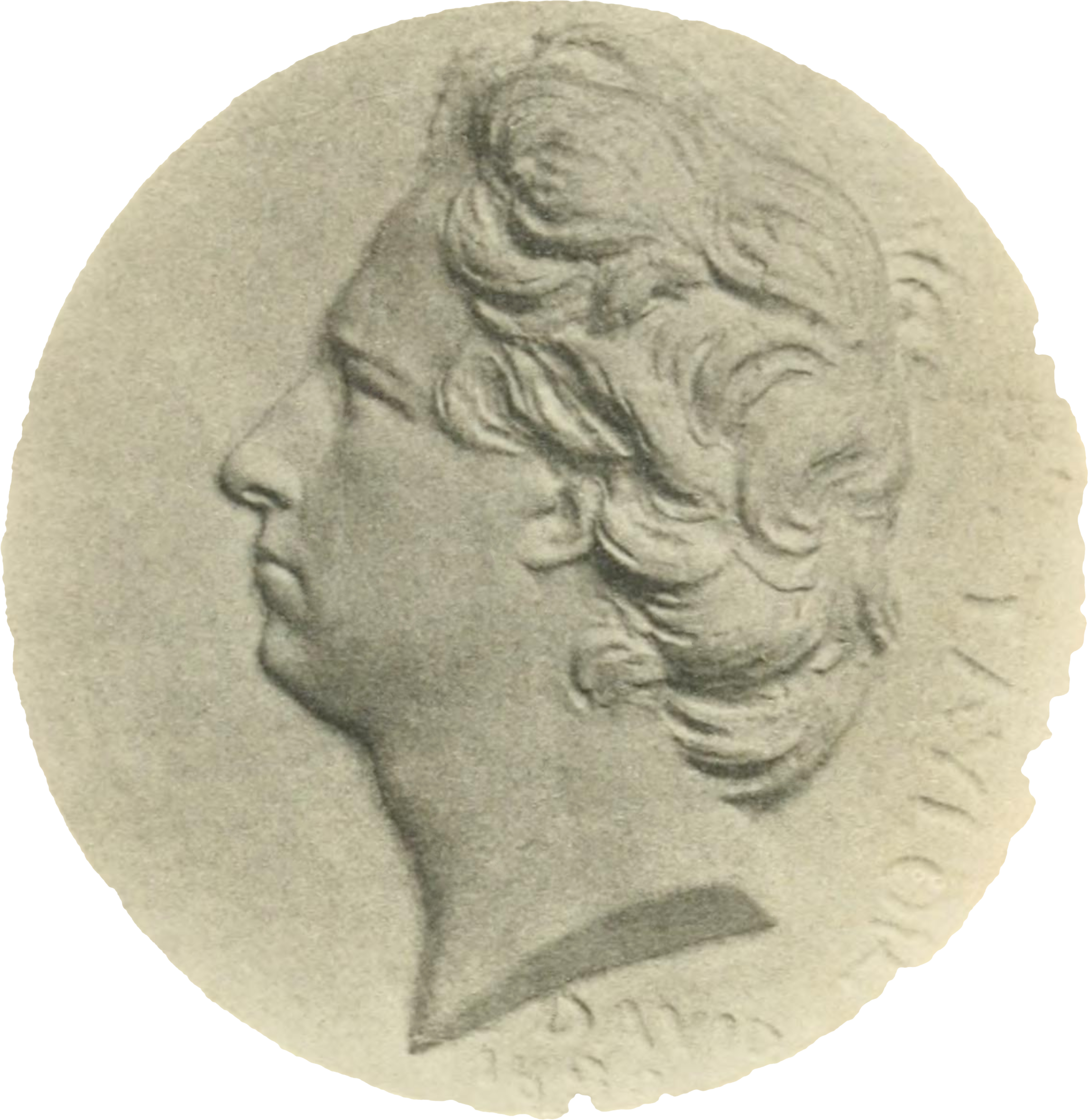
Médaillon du baron Taylor d’après David d'Angers.

L'acte de naissance de la Mutuelle nationale des artistes Taylor se situe dans cette phrase énoncée par le comédien Joseph Samson un jour du mois de mars 1840 : 

« Vous savez que Fontenay, Singier, Bocage, Regnier, Raucourt, Leménil et moi, nous avons organisé un comité ayant pour but de secourir nos camarades besogneux. Vous connaissez l’échec qui a suivi un autre essai de ce genre, tenté il y a quelques années. Cette fois nous voulons être sûrs du succès ; nous voulons que vous soyez à notre tête. »

Le baron Taylor accepta l’idée avec enthousiasme et c’est dans sa maison de la rue de Bondy que fut signé l’acte par lequel l’association de secours mutuels des artistes dramatiques était légalement constituée.
Une association pour les membres de l’enseignement est créée en 1859. Il est également l’un des fondateurs de la Société des gens de lettres, et une fondation, fille de ces associations porte aujourd'hui son nom, la Fondation Taylor, sise 1, rue La Bruyère, Paris 9e.
Sa bibliothèque dramatique, comptant quelque huit mille volumes, est dispersée aux enchères à Paris en quinze vacations, en novembre et décembre 1893.

### Mariage et descendance
Isidore Taylor a épousé, à Charenton-le-Pont, le 3 août 1854, Théodora Louise Guido (Paris, 2 juillet 1810 - Paris, 6 décembre 1893).
Il a avec elle deux enfants :
- Isidora Ernestine Taylor (Paris, 24 octobre 1833 - Roscoff, 2 septembre 1893), mariée à Versailles le 12 août 1857 avec Joseph Émile Walwein-Taylor (Montreuil, 15 août 1817 - Paris 3e, 13 juin 1885 ; fils d'Auguste Walwein), dont postérité ;
- Félix, baron Taylor (Paris 4 janvier 1840 - 1904)[13].

### Distinctions
Il a été élu membre de l’Académie des beaux-arts en 1847, et nommé sénateur du Second Empire en 1869.
 Grand officier de la Légion d'honneur. Il a été élevé au grade de grand officier de la Légion d'honneur en 1877.
Il est inhumé à Paris sous un monument funéraire orné de sa statue au cimetière du Père-Lachaise,,. Son buste a été érigé sur une stèle près de la rue qui porte son nom dans le 10e arrondissement de Paris.
Un autre buste à son effigie se trouve au siège de la Mutuelle nationale des artistes Taylor.

### Armoiries
Le baron Taylor porte : Écartelé : le premier et le quatrième, de sable, à la fasce d'argent, accompagnée de trois têtes de lion, arrachées, du même ; le deuxième et le troisième d'azur, à la fasce d'or, accompagnée, en chef de deux colombes d'argent, becquées et membrées de gueules, et, en pointe d'un chevron d'or accompagné de trois serpents du même ; franc quartier des barons sortis de l'armée (qui est, à dextre, de gueules, à l'épée, en pal, d'argent) réduit au neuvième de l'écu.

## Publications
En tant que coauteur:
- Voyages pittoresques et romantiques dans l'ancienne France, recueil illustré par le peintre Ignace-François Bonhommé, son ami dont il est le témoin de mariage, le 6 août 1835[21].

Sous le pseudonyme de R. P. Laorty-Hadji :
- La Syrie la Palestine et la Judée Pèlerinage à Jérusalem et aux Lieux Saints", Paris, Bolle-Lasalle, 1853 disponible en ligne sur Gallica
- L'Éqypte", Paris, Lemaitre, 1857,disponible en ligne sur Gallica